# 韦贵康
韦贵康（1938年10月—），男，汉族，广西宾阳人，中国中医骨伤科学家，广西中医药大学终身教授、主任医师，第三届国医大师。